# Рејмонд Круз
Рејмонд Круз (енгл. Raymond Cruz; рођен у Лос Анђелесу, Калифорнија, 9. јул 1961), амерички је позоришни, филмски и ТВ глумац.
Најпознатији је по улогама Хулија Санчеза у телевизијској серији The Closer анд Major Crimes и као Туко Саламанка у крими драми Чиста хемија и његовом спин-офу Боље позовите Сола.
Његова филмска каријера укључује наслове као што су Гремлини 2: Ново гнездо (1990), У потрази за правдом (1991), Под опсадом (1992), Јасна и непосредна опасност (1994), Сломљена стрела (1996), Замена (1996), Осми путник 4: Васкрснуће (1997), Дан обуке (2001), Проклетство ожалошћене жене (2019) и још много тога.